# Theridiosoma taiwanica
Theridiosoma taiwanica är en spindelart som beskrevs av Zhang, Zhu och I-Min Tso 2006. Theridiosoma taiwanica ingår i släktet Theridiosoma och familjen strålspindlar.
Artens utbredningsområde är Taiwan. Inga underarter finns listade i Catalogue of Life.